# 卡農西托 (新墨西哥州聖菲縣)
卡農西托（英語：Cañoncito）是位於美國新墨西哥州聖菲縣的普查規定居民點。

## 人口
根據2020年美國人口普查的數據，卡農西托的面積為26.10平方千米，皆為陸地。當地共有人口1003人，而人口密度為每平方千米38.43人。